# Trofeo Vanoni
Il Trofeo Vanoni è una gara internazionale di corsa in montagna a staffetta che si svolge sempre la quarta domenica di ottobre, ininterrottamente dal 1958 a due anni di distanza dalla morte dell'economista e politico morbegnese Ezio Vanoni, cui la gara è intitolata. 
La gara - a staffetta di tre elementi per il settore maschile ed individuale per il settore femminile - è inserita nel calendario nazionale Federazione Italiana di Atletica Leggera ed in quello internazionale della World Mountain Running Association. È organizzata dal Gruppo Sportivo Dilettantistico CSI Morbegno.
La gara maschile si svolge su un percorso di 7 km con un dislivello di 500 metri, mentre quella femminile è lunga 5,5 chilometri con un dislivello di 300 metri. Partenza e arrivo sono posti nella centralissima via Vanoni. Il percorso si snoda lungo il centro storico di Morbegno e gli antichi sentieri che portano fino alla frazione di Arzo.
La prima edizione maschile del Trofeo Vanoni si è svolta nel 1958, mentre la prima edizione del Vanoni femminile si è svolta nel 1984.
Al mattino si svolge anche il Minivanoni, organizzato per la prima volta nel 1977, gara nazionale di corsa in montagna individuale riservata agli atleti del settore giovanile.
La manifestazione, riconosciuta come una delle più belle d'Europa per spettacolarità e pubblico, richiama ogni anno centinaia di atleti provenienti da tutta Italia e dai maggiori stati europei (Gran Bretagna, Francia, Slovenia, Svizzera, Repubblica Ceca, Belgio, Paesi Bassi, Spagna, Polonia).
Nell'albo d'oro si leggono i nomi di più campioni della corsa in montagna: Franco Volpi, Mario Varesco, Fausto Bonzi, Kenny Stuart, Lucio Fregona, Marco De Gasperi, Carol Haigh, Maria Cocchetti, Rosita Rota Gelpi, Antonella Confortola, Maria Grazia Roberti, Anna Pichrtova.
La società che detiene il maggior numero di vittorie è il Gruppo Sportivo Forestale, che ha stabilito nel 2007 anche il nuovo record a squadre con il tempo di 1h28'45" (Rinaldi, Manzi e De Gasperi nel 2007). I record individuali sono detenuti da Alex Baldaccini (28'21" nel 2012) e Sarah McCormack (21’07” nel 2020) .
Il Trofeo Vanoni è gemellato con la Snowdon Race, gara internazionale di corsa in montagna che si svolge a Llanberis (Galles).